# Прапор стадіону
«Прапор стадіону» (рос. «Флаг стадиона», інша назва «Вогні метро») — радянський комедійний художній фільм 1935 року, знятий режисером Борисом Казачковим на кіностудії «Ленфільм». Фільм не зберігся.

## Сюжет
Картина висміює риси обивательщини в радянському інтелігенті. Молодий талановитий архітектор Тарасов працює над проектом стадіону. Раптом до нього дійшли чутки, що його проект розглядають як шкідницький.

## У ролях
- Борис Тенін — Тарасов, архітектор
- Петро Кириллов — Аполлон Смердякін
- Віра Корольова — Оленка, дружина Тарасова
- Ольга Спірова — поштарка
- Олександр Мельников — візник
- Костянтин Назаренко — приятель Тарасова
- Валерій Соловцов — приятель Тарасова
- Віліс Бергман — голова журі конкурсу
- Борис Шліхтінг — міліціонер
- Борис Феодос'єв — інженер

## Знімальна група
- Режисер — Борис Казачков
- Сценаристи — Белла Зорич, Павло Лін
- Оператор — Володимир Яковлєв
- Художник — Костянтин Бондаренко